# Jerzy Płażewski
Jerzy Płażewski (ur. 27 sierpnia 1924 w Siedlcach, zm. 5 sierpnia 2015 w Warszawie) – polski krytyk filmowy i historyk filmu, autor licznych książek i artykułów prasowych. Nazywany nestorem polskiej krytyki filmowej, jako czynny w zawodzie przez niemal 70 lat.

## Życiorys
Urodził się w rodzinie historyka fotografii Ignacego Płażewskiego.
W czasie II wojny światowej był redaktorem naczelnym pisma „Młody Nurt” (1942–1944), wydawanego przez młodzieżówkę organizacji Miecz i Pług.
Ukończył w 1950 studia z ekonomii w Szkole Głównej Planowania i Statystyki. Już w czasie studiów publikował recenzje filmowe, m.in. w „Odrodzeniu”, a od 1949 pracował w tygodniku „Film” publikował recenzje w „Życiu Literackim”. Od 1952 do 1956 był kierownikiem działu filmowego w „Przeglądzie Kulturalnym”, a w latach 1956–1957 kierował miesięcznikiem „Film na świecie”. W 1960 założył w Warszawie Kino Dobrych Filmów „Wiedza” znajdujące się w Pałacu Kultury i Nauki i kierował nim do 1985. W 1965 obronił pracę doktorską z filozofii na Uniwersytecie Warszawskim. Od 1968 był kierownikiem działu zagranicznego miesięcznika „Kino”, a członkiem redakcji tego pisma pozostał aż do swojej śmierci.
Napisał wiele książek poświęconych kinu światowemu, wielokrotnie zasiadał w jury festiwali filmowych, m.in. w Cannes, Berlinie, San Sebastian, Moskwie, Acapulco, Locarno, Karlowych Warach, Mannheim, Mar del Plata, Gdyni i Krakowie.
Obejrzał ponad 13,5 tys. filmów. W pracy posługiwał się długopisem z latarką, którym sporządzał notatki w trakcie seansów.
Należał do Stowarzyszenia Dziennikarzy Polskich, Stowarzyszenia Filmowców Polskich (od 1971) oraz FIPRESCI. Był wieloletnim przewodniczącym Rady Programowo-Naukowej Filmoteki Narodowej. Zasiadał też w Filmowej Radzie Repertuarowej.
Zmarł w Warszawie, pochowany 13 sierpnia 2015 w grobie rodzinnym na cmentarzu Powązkowskim. 

## Publikacje książkowe
- Druga wojna światowa: chronologiczne zestawienie zdarzeń od Monachium do Poczdamu: 28. XI. 1938–2. VIII. 1945 (Wydawnictwo Poligrafika, Łódź 1947).
- Fotografowanie nie jest trudne (Wydawnictwo Poligrafika, Łódź 1947; wydanie 2 rozszerzone: Filmowa Agencja Wydawnicza, Warszawa 1951; wydanie 3: Filmowa Agencja Wydawnicza, Warszawa 1952; wydanie 4 uzupełnione: Filmowa Agencja Wydawnicza, Warszawa 1957; wydanie 5 uzupełnione: Wydawnictwa Artystyczne i Filmowe, Warszawa 1961; wydanie 6 uzupełnione: Wydawnictwa Artystyczne i Filmowe, Warszawa 1968; wydanie 7 uzupełnione: Wydawnictwa Artystyczne i Filmowe, Warszawa 1970; wydanie 8 uzupełnione: Wydawnictwa Artystyczne i Filmowe, Warszawa 1972; wydanie 9: Wydawnictwa Artystyczne i Filmowe, Warszawa 1974; wydanie 10 jako Fotografowanie nie jest trudne. O fotografii czarno-białej: Wydawnictwa Artystyczne i Filmowe, Warszawa 1988).
- Szabla i pióro: rzecz o jenerale Hauke-Bosaku (Wydawnictwo Ministerstwa Obrony Narodowej, Warszawa 1952).
- Szkice filmowe (Filmowa Agencja Wydawnicza, Warszawa 1952).
- Filmy, które pamiętamy (Spółdzielnia Wydawnicza „Czytelnik”, Warszawa 1956).
- Filmowcy radzieccy i ich dorobek (1918–1957). 559 sylwetek twórczych (Centralne Archiwum Filmowe, Warszawa 1957).
- Mała historia filmu w ilustracjach (Filmowa Agencja Wydawnicza, Warszawa 1957).
- Język filmu (Wydawnictwa Artystyczne i Filmowe, Warszawa 1961; wydanie 2 uzupełnione: Wydawnictwa Artystyczne i Filmowe, Warszawa 1982; wydanie 3: Książka i Wiedza, Warszawa 2008).
- Andrzej Munk (22). Anthologie du Cinéma (Anthologie du Cinéma, Paris [février] 1967).
- Historia filmu dla każdego (Instytut Wydawniczy „Nasza Księgarnia”, Warszawa 1968; wydanie 2 uzupełnione: Wydawnictwa Artystyczne i Filmowe, Warszawa 1977; wydanie 3 jako Historia filmu dla każdego 1895–1980: Wydawnictwa Artystyczne i Filmowe, Warszawa 1986; wydanie 4 uzupełnione jako Historia filmu: Zakład Narodowy im. Ossolińskich, Wrocław 1995; wydanie 5 poszerzone jako Historia filmu 1895–2000: Książka i Wiedza, Warszawa 2001; wydanie 6 poszerzone jako Historia filmu 1895–2003: Wydawnictwa Artystyczne i Filmowe, Warszawa 2005; wydanie 7 jako Historia filmu 1895–2005: Książka i Wiedza, Warszawa 2007; wydanie 8, niezmienione: Książka i Wiedza, Warszawa 2008).
- 200 filmów tworzy historię najnowszą kina (Wydawnictwa Artystyczne i Filmowe, Warszawa 1973).
- Historia filmu francuskiego: 1895–1989 (Editions Spotkania, Warszawa 1992; wydanie 2 jako Historia filmu francuskiego 1895–2003: Wydawnictwa Artystyczne i Filmowe, Warszawa 2005).
- 75 najważniejszych międzynarodowych festiwali filmowych za granicą (skrypt powielany; Film Polski, Warszawa 1993).

## Nagrody i wyróżnienia
- Nagroda im. Karola Irzykowskiego (1958, 1971)
- Złoty Medal „Zasłużony Kulturze Gloria Artis” (2008)[6]
- Medal ZAiKS-u (2009)[7]
- Nagroda ZAiKS-u im. Krzysztofa Teodora Toeplitza (2014)[7]

## Upamiętnienie
W 2021 ukazała się poświęcona mu monografia pt. Jerzy Płażewski (red. Barbara Giza, Piotr Zwierzchowski; Wydawnictwo Naukowe SCHOLAR, ISBN 978-83-66849-17-4; seria: „Polscy krytycy filmowi”; autorzy: Andrzej Bukowiecki, Barbara Giza, Marta Hauschild, Barbara Hollender, Karol Jachymek, Monika Jacygrad, Krzysztof Kornacki, Arkadiusz Lewicki, Piotr Pławuszewski, Tadeusz Lubelski, Barbara Szczekała, Adam Wyżyński, Krzysztof Zanussi, Piotr Zwierzchowski).